# Александар Павловић (кошаркаш)
Александар Павловић (Бар, 15. новембар 1983) јесте бивши црногорски и српски кошаркаш. Играо је на позицији бека и крила. Тренутно је члан управног одбора КК Партизан.
Професионалну каријеру је почео у екипи Будућности да би 2003. био изабран као 19. пик на НБА драфту од стране Јута џеза. У НБА лиги је провео десет сезона и играо за Јуту, Кливленд кавалирсе, Минесоту тимбервулвсе, Далас мавериксе, Њу Орлеанс пеликансе, Бостон селтиксе и Портланд трејлблејзерсе. Након повратка из НБА у Европи је још играо за Партизан и Панатинаикос.
Као члан кошаркашке репрезентације Србије и Црне Горе наступао је на Олимпијским играма 2004. у Атини. Након раздруживања Србије и Црне Горе није наступао ни за један национални тим.

## Играчка каријера

### У клубовима

#### Будућност Подгорица
Павловић је своју професионалну каријеру почео у екипи Будућности из Подгорице. У својој првој сезони одиграо је 14 утакмица у ЈУБА лиги, и постизао просечно 1,3 поена по мечу. У другој сезони одиграо је три утакмице у ЈУБА лиги и имао просечно 6,7 поена, а такође је одиграо и две утакмице у Евролиги. У својој последњој сезони у Будућности, одиграо је 20 утакмица у домаћој лиги и имао 10,1 поен и 2,4 скока по мечу. У Евролиги имао је просечно 9,6 поена, са 54% шута из игре, а најбољи меч је имао против Таукерамике када је постигао 21 поен.

#### НБА

##### Јута џез
На НБА драфту 2003. изабран је као 19 пик од стране Јута џеза. У својој првој сезони одиграо је укупно 79 мечева (14 као стартер), и имао је просечно 4,8 поена и 2 скока по сусрету. Најбољи меч у сезони одиграо је 3. децембра 2003. против Хјустон рокетса када је имао 18 поена.

##### Кливленд кавалирси
Павловић је одабран на драфту који је направљен за нови тим Шарлот бобкетсе, али је одмах трејдован у Кливленд кавалирсе. У 65 утакмица током 2004/05. сезоне имао је просечно 4,8 поена и 1,1 скок по мечу. Два пута је у сезони имао по 17 поена а девет пута је имао двоцифрен учинак.
У сезони 2005/06. одиграо је 53 утакмице (19 као стартер) и имао просечно 4,5 поена и 1,1 скокова. Најбољу партију је имао 21. фебруара 2006. у победи над Орландо меџиком, када је имао 21 поен. Током доигравања одиграо је само три минута у три утакмице и укупно сакупио само један скок.
Током сезоне 2006/07. одиграо је укупно 67 утакмица, од тога 28 као стартер, и имао је најбоље просеке у каријери, постижући просечно 9 поена, 2,4 скока и 1,6 асистенција по мечу. Постизао је преко 20 поена у седам мечева, укључујући и рекорд каријере од 25 поена на мечу са Сакраменто кингсима. Две недеље касније имао је рекорд каријере када су у питању постигнуте тројке, постигавши шест тројки из седам покушаја, на мечу са Никсима. Павловић је у наставку сезоне постао стартни бек у постави Кавса, и одиграо 24 утакмице до краја сезоне у првој петорци. Као стартер имао је просечно 12,7 поена, 3 скока и 2,3 асистенције.
Павловић је био стартер у свих двадесет утакмица Кавса у доигравању. Најбољу поентерску партију је пружио у полуфиналу Источне конференције када је постигао 17 поена у победи над Нетсима, и скакачку када је имао 9 скокова у 5 утакмици финала Источне конференције против Пистонса.
Током лета 2007. Павловић је постао слободан агент. У новембру 2007 потписао је нови трогодишњи уговор са Кавалирсима, вредан 13,7 милиона долара. Повредио је лево стопало 23. јануара 2008. на утакмици са Визардсима. Вратио се на терен 12. марта 2008. на утакмици против Нетса. Био је стартер али је меч завршио без поена за 9 минута на паркету. 14. марта је имао рекорд сезоне постигавши 24 поена у победи над Визардсима. На укупно 15 мечева у сезони је имао двоцифрен учинак.
Током сезоне 2007/08. Павловић је одиграо 51 утакмицу, од тога 45 као стартер, и постизао просечно 7,4 поена, 2,5 скока и 1,6 асистенција. У осам утакмица доигравања имао је просечно 3,5 поена и 1,3 скока.
У сезони 2008/09. Кавалирси су поражени од Орландо меџика у финалу Источне конференције резултатом 4-2. У јуну 2009. Павловић је мењан заједно са Беном Воласом у Финикс сансе за Шакила О’Нила.
У септембру 2009. је отпуштен из Санса.

##### Минесота тимбервулвси
Дана 16. септембра 2009. Павловић је потписао једногодишњи уговор, вредан 1,5 милиона $ са Минесота тимбервулвсима. Одиграо је 71 утакмицу и имао просечно 3,7 поена по мечу.

##### Далас маверикси
Након што му је истекао уговор са Тимбервулвсима Павловић је постао слободан агент. Није успео да пронађе клуб на почетку сезоне, али је након повреде Керона Батлера, у јануару 2011 потписао 10-дневни уговор са Далас мавериксима. Павловић је био стартер први пут у утакмици свог последњег дана уговора са Мевсима, када је постигао 11 поена у победи против Лејкерса. Након тога је потписао још један 10-дневни уговор али је након истека истог отпуштен.

##### Бостон селтикси
У марту 2011, потписао је уговор са Бостон селтиксима. На својој првој утакмици, на мечу против Милвоки бакса имао је 3 поена и 2 украдене лопте. Његов уговор је истекао након завршетка регуларног дела сезоне, и он се вратио у Црну Гору да тренира током лета. Након завршетка NBA локаута 2011. Павловић је поново потписао за Селтиксе. У првој утакмици сезоне, Павловић је био стартер на мечу са Никсима, уместо повређеног Пола Пирса. Одиграо је 15 минута без поена и шута на кош. У 45 утакмица (7 као стартер) постизао је просечно 2,7 поена за 11,7 минута по мечу. У претпоследњој утакмици регуларног дела сезоне, постигао је 16 поена у победи против Мајами хита од 78-66.

##### Портланд трејлблејзерси
20. јула 2012. Павловић је мењан у Портланд трејлблејзерсе у трејду три тима. Одиграо је свега 39 утакмица током сезоне 2012/13. бележећи просечно 2,6 поена по мечу. У јулу 2013. је отпуштен.

#### Партизан
Павловић се 10. фебруара 2014. након више од десет година вратио у европску кошарку и потписао уговор са Партизаном до краја сезоне. Са црно-белима је те сезоне одиграо седам утакмица ТОП 16 фазе Евролиге на којима је бележио просечно 11,4 поена по мечу. У АБА лиги је такође одиграо седам мечева и бележио 13 поена просечно, али је клуб поражен у полуфиналу од Цедевите и тако остао без Евролиге након више од деценије. Ипак црно-бели су на крају сезоне наставили доминацију у Србији и освојили титулу шампиона Србије по 13 пут у низу.
Након неколико месеци без клуба, Павловић се 1. децембра 2014. вратио у Партизан потписавши уговор до краја сезоне. Партизан је те сезоне први пут остао без титуле у Србији након 13 година. Павловић је у АБА лиги имао просек од 11,9 поена, 3,7 скокова и 1,9 асистенција, у Суперлиги је имао 9,8 поена, 4 скока и 1,7 асистенција. У Еврокупу је одиграо само две утакмице, са просеком од 7 поена и 1 скок.

#### Панатинаикос
Павловић је 9. јула 2015. потписао једногодишњи уговор са грчким Панатинаикосом који је тада тренирао Саша Ђорђевић. У њиховом дресу је освојио Куп Грчке. Ипак партије које је Павловић пружао нису задовољиле челнике клуба па је заједно са саиграчем Огњен Кузмићем отпуштен 21. априла 2016. године. У дресу „зелених” одиграо је 25 утакмица у Евролиги где је просечно бележио 5,6 поена по мечу.

### У репрезентацији
Павловић је са младом репрезентацијом СР Југославије наступао 2002. на Европском првенству у Литванији где је наш национални тим завршио такмичење у четвртфиналу. За сениорску репрезентацију Србије и Црне Горе је дебитовао 2004. и био је члан тима на Олимпијским играма 2004. у Атини где је освојено претпоследње 11. место. Био је и на списку за Европско првенство 2005. у СЦГ али га је селектор Жељко Обрадовић прецртао пред сам шампионат. Након раздруживања Србије и Црне Горе, Павловић је одабрао да игра за Србију, иако је имао понуде да игра за Црну Гору. Међутим, није се појавио на окупу репрезентације Србије за Европско првенство 2007. наводећи као разлог умор. Касније није наступао ни за један национални тим. На питање о наступу у репрезентацији 2014. године је одговорио да не размишља о репрезентативном наступу зато што сматра да је то постало више политичко него спортско питање.

## Каријера после професионалног играња кошарке
У децембру 2018. председник КК Партизан Остоја Мијаиловић саопштио је да се управном одбору тог клуба придружило шест особа, међу којима је био и Павловић.

## Лични живот
Ожењен је Дуњом с којом има двојицу синова и једну кћер — Луку, Андреја и Мињу.

### Један на један с Леброном Џејмсом
Док је играо за Кавалирсе, од саиграча Леброна Џејмса је купио аутомобил марке БМВ. Постојала је легенда да је Павловић играо са њим један на један и да је тај аутомобил добио након што је победио Џејмса. У каснијим интервјуима за Спорт клуб и Курир оповргао је ту легенду и рекао је да је тај БМВ у ствари купио од њега. Закључно са 2. јануаром 2020. још увек је у Павловићевом власништву.

## Статистика

### НБА

#### Регуларна сезона
| Сезона   | Екипа      | ОУ  | СУ  | МПУ  | ПШ%  | 3П%  | СБ%  | СПУ | АПУ | УПУ | БПУ | ППУ |
| -------- | ---------- | --- | --- | ---- | ---- | ---- | ---- | --- | --- | --- | --- | --- |
| 2003/04. | Јута       | 79  | 14  | 14,5 | 39,6 | 27,1 | 77,4 | 2,0 | 0,8 | 0,5 | 0,2 | 4,8 |
| 2004/05. | Кливленд   | 65  | 9   | 13,3 | 43,5 | 38,5 | 68,8 | 1,1 | 0,8 | 0,4 | 0,1 | 4,8 |
| 2005/06. | Кливленд   | 53  | 19  | 15,3 | 41,0 | 36,5 | 65,3 | 1,5 | 0,5 | 0,4 | 0,1 | 4,5 |
| 2006/07. | Кливленд   | 67  | 28  | 22,9 | 45,3 | 40,5 | 79,4 | 2,4 | 1,6 | 0,8 | 0,3 | 9,0 |
| 2007/08. | Кливленд   | 51  | 45  | 23,3 | 36,2 | 29,8 | 68,8 | 2,5 | 1,6 | 0,6 | 0,1 | 7,4 |
| 2008/09. | Кливленд   | 66  | 12  | 16,0 | 42,2 | 41,0 | 46,3 | 1,9 | 1,1 | 0,3 | 0,2 | 4,6 |
| 2009/10. | Минесота   | 71  | 0   | 12,4 | 36,3 | 29,7 | 38,5 | 1,6 | 0,8 | 0,3 | 0,1 | 3,7 |
| 2010/11. | Далас      | 10  | 6   | 16,3 | 42,9 | 43,8 | 80,0 | 1,2 | 0,7 | 0,5 | 0,3 | 4,1 |
| 2010/11. | Њу Орлеанс | 4   | 1   | 12,5 | 18,2 | 0    | 0    | 1,5 | 1,5 | 0   | 1,0 | 1,0 |
| 2010/11. | Бостон     | 17  | 0   | 8,8  | 46,2 | 50,0 | 40,0 | 0,8 | 0,2 | 0,3 | 0   | 1,8 |
| 2011/12. | Бостон     | 45  | 7   | 11,7 | 39,1 | 29,3 | 37,5 | 1,6 | 0,4 | 0,4 | 0,3 | 2,7 |
| 2012/13. | Портланд   | 39  | 1   | 13,5 | 35,3 | 30,0 | 16,7 | 1,4 | 0,8 | 0,6 | 0,1 | 2,6 |
| Каријера | Каријера   | 567 | 142 | 15,7 | 40,4 | 34,6 | 67,3 | 1,8 | 0,9 | 0,5 | 0,2 | 4,9 |

#### Плеј-оф
| Сезона   | Екипа    | ОУ | СУ | МПУ  | ПШ%  | 3П%  | СБ%  | СПУ | АПУ | УПУ | БПУ | ППУ |
| -------- | -------- | -- | -- | ---- | ---- | ---- | ---- | --- | --- | --- | --- | --- |
| 2006     | Кливленд | 3  | 0  | 1,3  | 0    | 0    | 0    | 0,3 | 0   | 0   | 0   | 0   |
| 2007     | Кливленд | 20 | 20 | 30,8 | 38,1 | 34,5 | 52,8 | 2,6 | 1,6 | 1,0 | 0,3 | 9,2 |
| 2008     | Кливленд | 8  | 0  | 13,9 | 38,5 | 44,4 | 66,7 | 1,3 | 0,1 | 0,3 | 0   | 3,5 |
| 2009     | Кливленд | 11 | 0  | 8,3  | 50,0 | 25,0 | 33,3 | 1,4 | 0,4 | 0,4 | 0   | 2,1 |
| 2012     | Бостон   | 10 | 0  | 4,0  | 33,3 | 20,0 | 0    | 0,5 | 0,1 | 0,1 | 0,1 | 0,7 |
| Каријера | Каријера | 52 | 20 | 16,6 | 38,6 | 33,3 | 53,3 | 1,6 | 0,7 | 0,5 | 0,1 | 4,6 |

### Евролига
| Сезона   | Екипа        | ОУ | СУ | МПУ  | ПШ%  | 3П%  | СБ%  | СПУ | АПУ | УПУ | БПУ | ППУ  | ИПУ  |
| -------- | ------------ | -- | -- | ---- | ---- | ---- | ---- | --- | --- | --- | --- | ---- | ---- |
| 2001/02. | Будућност    | 2  | 0  | 3,1  | 0    | 0    | 0    | 0   | 0   | 0   | 0   | 0    | -2,0 |
| 2002/03. | Будућност    | 13 | 5  | 19,6 | 46,3 | 29,4 | 64,0 | 1,4 | 1,0 | 0,8 | 0,5 | 9.7  | 7.0  |
| 2013/14. | Партизан     | 7  | 4  | 26,4 | 39,5 | 33,3 | 81,8 | 3,3 | 1,7 | 1,1 | 0   | 11,4 | 7,1  |
| 2015/16. | Панатинаикос | 25 | 17 | 17,2 | 39,7 | 25,0 | 63,2 | 2,6 | 1,1 | 0,6 | 0,3 | 5,6  | 4,2  |
| Каријера | Каријера     | 47 | 26 | 18,7 | 41,5 | 27,9 | 66,2 | 2,2 | 1,1 | 0,7 | 0,3 | 7,4  | 5,1  |

## Успеси

### Клупски
- Будућност:
  - Првенство СР Југославије (1): 2000/01.
  - Куп СР Југославије (1): 2000/01.
- Партизан:
  - Првенство Србије (1): 2013/14.
- Панатинаикос:
  - Куп Грчке (1): 2015/16.